# Abe Wiersma
Abe Wiersma, né le 11 août 1994 à Amsterdam, est un rameur néerlandais.

## Carrière sportive
En 2021, après leur titre de champion du monde 2019, Dirk Uittenbogaard, Abe Wiersma, Tone Wieten et Koen Metsemakers deviennent champions olympiques.

## Palmarès

### Jeux olympiques
- 2021 à Tokyo,  Japon
  -  Médaille d'or en quatre de couple

### Championnats du monde
- 2011 à Ottensheim,  Autriche
  -  Médaille d'or en quatre de couple

### Championnats d'Europe
- 2019 à Lucerne,  Suisse
  -  Médaille d'or en quatre de couple
- 2020 à Poznań,  Pologne
  -  Médaille d'or en quatre de couple
- 2021 à Varèse,  Italie
  -  Médaille d'argent en quatre de couple
- 2022 à Munich,  Allemagne
  -  Médaille d'argent en huit